# Districtul Al Jufrah
Al Jufrah este un district în Libia. Acest district are 45.117 locuitori și o suprafață de 117.410 km².